# 郄秀书
郄秀书（1963年—），汉族，中华人民共和国政治人物、第十一届全国政协委员。
加入中国民主同盟，担任民盟中央委员、中国科学院大气物理研究所中层大气与全球环境探测实验主任。2008年，当选第十一届全国政协委员，代表中华全国妇女联合会，分入第二十组。